# Sakon Yamamoto
Sakon Yamamoto (Toyohashi, 9. srpnja 1982.), je bivši japanski vozač Formule 1.